# Pomnik Kamienicy w Łodzi
Pomnik Kamienicy – nazwa nadana budynkowi przy ulicy Piotrkowskiej 164 w Łodzi przez grupę łódzkich architektów i plastyków, występujących pod nazwą „urząd ® miasta”, w składzie: Marek Janiak, Włodzimierz Adamiak, Zbigniew Bińczyk i Wojciech Saloni-Marczewski, podczas happeningu, zorganizowanego 7 maja 1981 roku.

Kamienica została zbudowana na początku XX wieku.

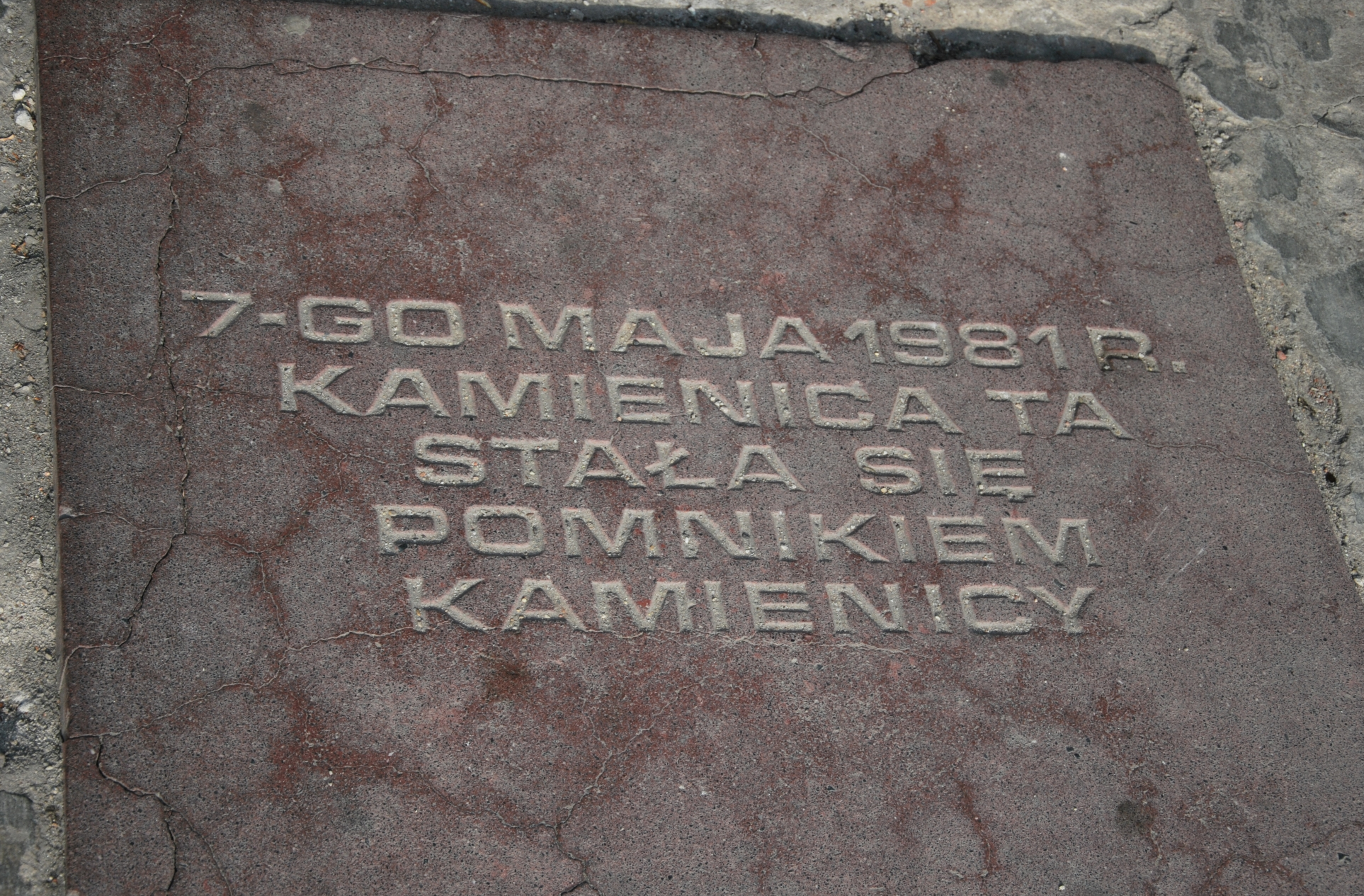
Tablica Pomnika Kamienicy w bramie budynku przy ul. Piotrkowskiej 164 w Łodzi

## Happening w 1981
Pomnik, odsłonięty 7 maja 1981 roku, był zadedykowany „wszystkim wyburzonym dotąd łódzkim kamienicom i tym, które zostaną wyburzone w przyszłości”, a akcja jego odsłonięcia miała uświadomić władzom miasta i społeczeństwu wartość historycznej zabudowy Łodzi, nie konserwowanej od lat 50. XX wieku, a w latach 70. systematycznie wyburzanej pod osiedla z wielkiej płyty. Na pomnik wybrano kamienicę przy ulicy Piotrkowskiej 164, jedną z ostatnich ocalałych po wyburzeniach pod budowę Śródmiejskiej Dzielnicy Mieszkaniowej.
Akcja była wzorowana na oficjalnych uroczystościach państwowych. Kamienicę zakryto pasami białej tkaniny, które potem uroczyście zdjęto. Towarzyszyło temu ogłoszenie Manifestu 1981 oraz wmurowanie pamiątkowej tablicy w nawierzchnię w bramie kamienicy.

## 30-lecie pomnika

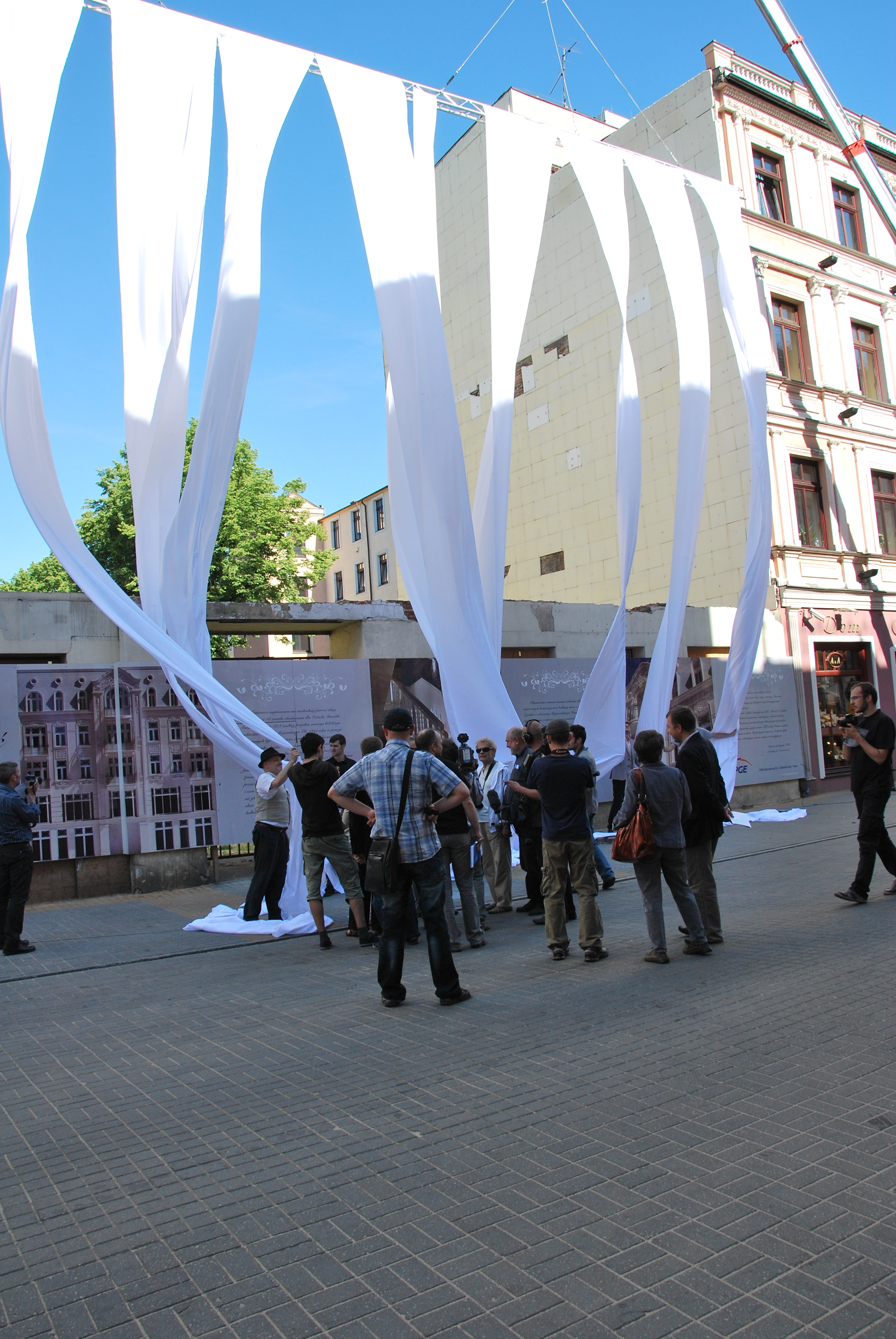
30-lecie odsłonięcia Pomnika Kamienicy, Piotrkowska 58, 26 maja 2011

26 maja 2011 roku grupa „urząd ® miasta”, w niezmienionym składzie, zorganizowała obchody 30-lecia Pomnika Kamienicy. Tym razem stylizowane odsłonięcie odbyło się przy działce przy ul. Piotrkowskiej 58, gdzie kilkanaście miesięcy wcześniej inwestor, Polska Grupa Energetyczna, wyburzył kolejną kamienicę, obiecując uprzednio jej rychłą odbudowę. Do dnia manifestacji nie rozpoczęto żadnych prac.
Na obu tablicach pamiątkowych błędnie zapisano liczebniki porządkowe.